# Gamepad

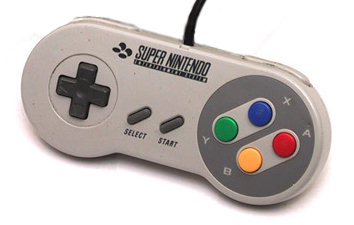
Een Nintendo SNES-gamepad

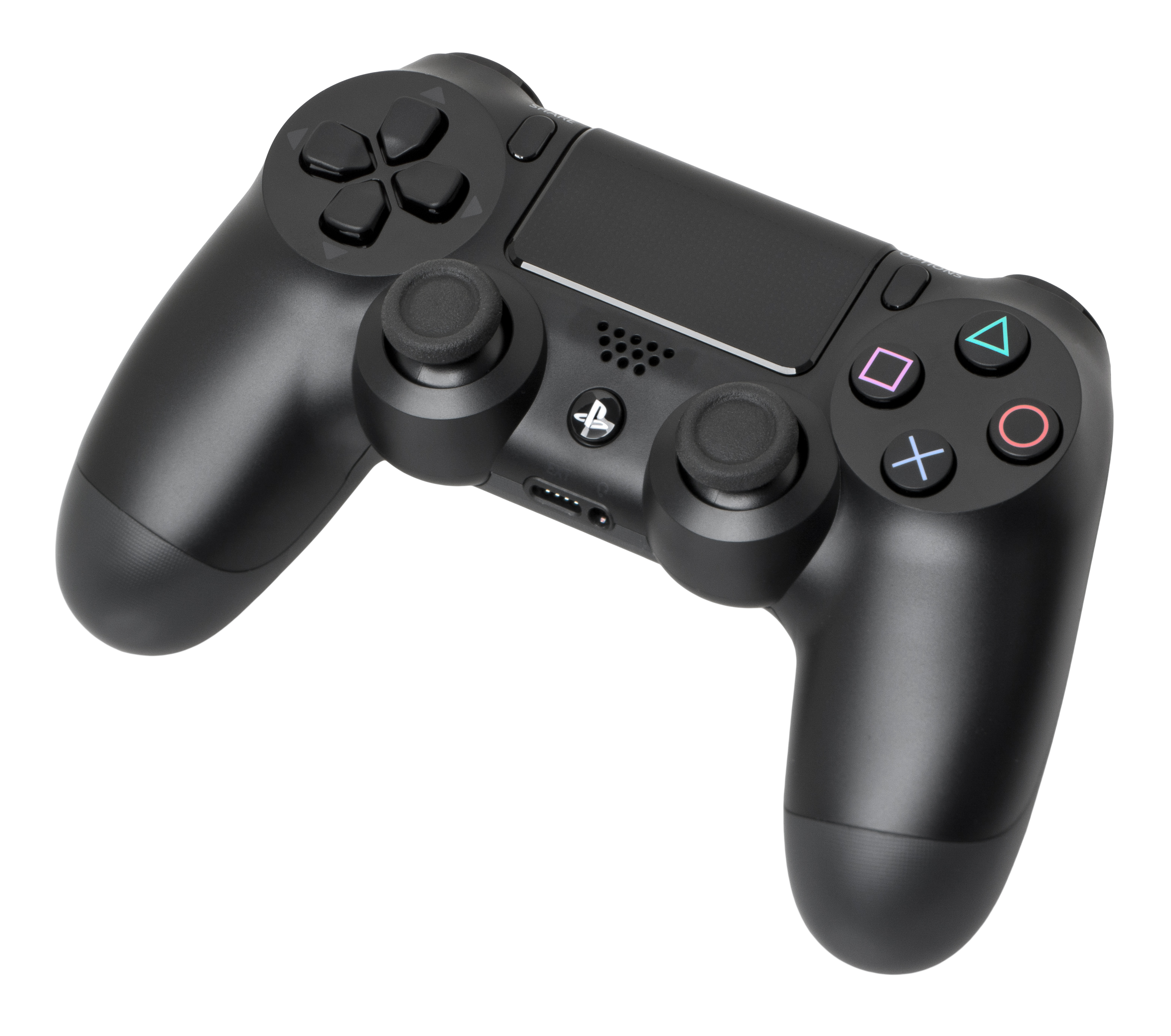
Een DualShock 4-gamepad voor de PlayStation 4

Een gamepad (ook joypad of controlpad) is een spelbesturingsapparaat dat met beide handen wordt vastgehouden en waarvan de invoer over het algemeen met de duimen plaatsvindt. Gamepads beschikken vaak over één of meerdere actieknoppen aan de rechterzijde die met de rechterhand worden bediend, één grote besturingsknop (een D-pad) aan de linkerzijde die met de linkerhand wordt bediend en groepselectieknoppen (start, select, mode) die over het algemeen in het midden geplaatst zijn.
De grote besturingsknop bestaat gewoonlijk uit een vier-richtingen digitaal kruis (D-pad), hoewel de meeste moderne besturingsapparaten bovendien beschikken over een analoge knuppel. De analoge knuppel werd voor het eerst geïntroduceerd met het spelbesturingsapparaat Emerson Arcadia 2001, maar bereikte pas een grote populariteit ten tijde van de Nintendo 64, PlayStation en Sega Saturn.
Een gamepad is de meest voorkomende vorm van invoer voor alle moderne spelcomputersystemen. Hoewel een gamepad ook verkrijgbaar is voor de personal computer, gaat de spelbesturing daar over het algemeen via toetsenbord en muis.
Bekende toevoegingen aan de standaard gamepad zijn onder andere haptische waarnemingsvormen als vibraties en langs de randen geplaatste, programmeerbare extra besturingsknoppen waaraan over het algemeen een specifieke taak aan kan worden toegewezen.